# Monte Xalo

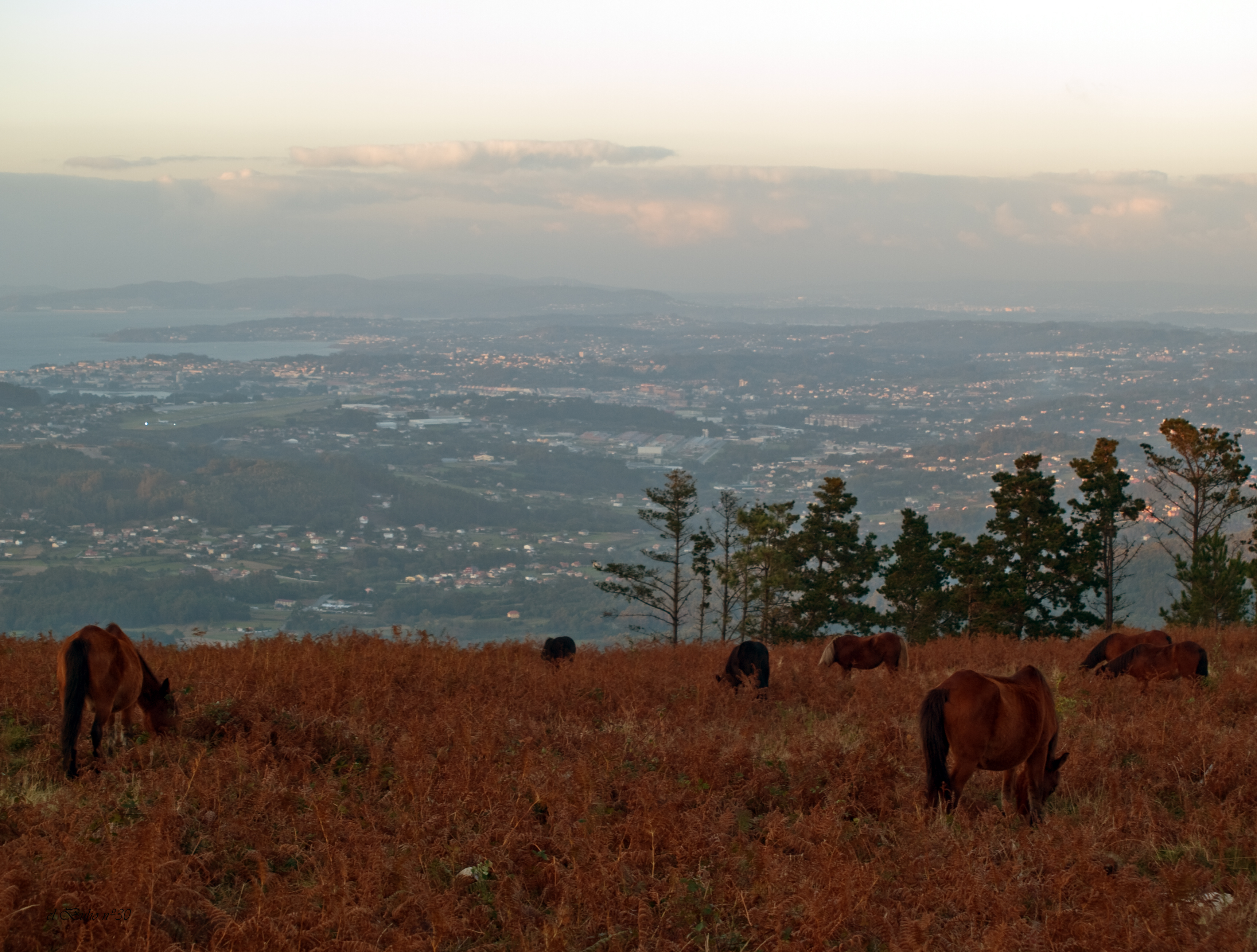
Yeguas pastando cerca del monte Xalo.

El Monte Xalo es una de las zonas más altas de la costa de La Coruña, con una altitud de 514 metros sobre el nivel del mar.

## Localización

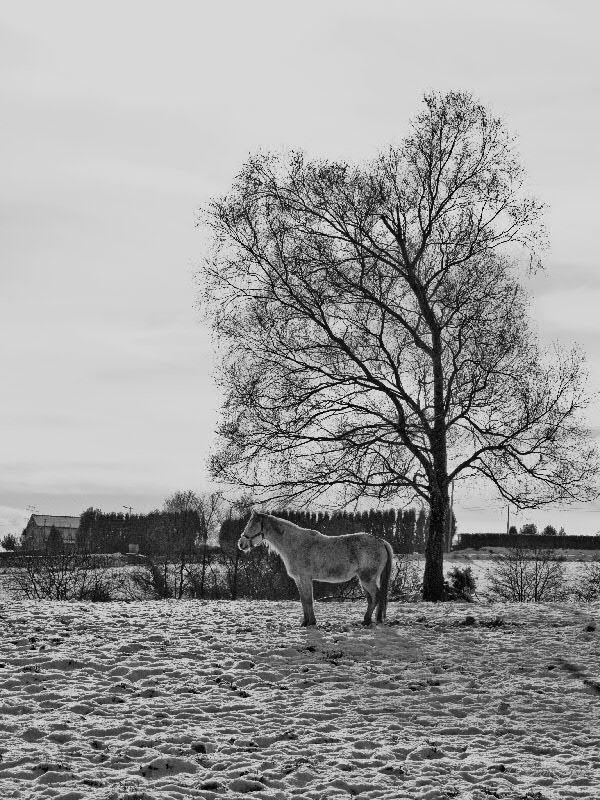
Nevada en el monte Xalo.

El Xalo es una cadena montañosa que se extiende tres kilómetros en dirección este-oeste, desde Carral hasta Laracha, en el límite entre los términos municipales de Culleredo y Cerceda. Se alinea con las denominadas mesetas de Santa Comba y Tordoya —de las que se encuentra al noreste— y su vertiente norte se configura como un escalón que salva el desnivel con la Comarca de La Coruña. Precisamente, desde el Petón —unas rocas en lo alto de la montaña— se puede disfrutar de una panorámica de la comarca y vislumbrar lugares como la central eléctrica de Sabón, el puerto exterior de La Coruña, el aeropuerto de Alvedro o la Torre de Hércules, más allá de todo el Valle de Veiga, que está al pie.

## Deporte
Hay varias rutas de senderismo señalizadas en las proximidades del monte. Las pistas forestales se utilizan para deportes como el ciclismo de montaña y el atletismo. En la cima del Petón, las rocas están acondicionadas para escalar.

## Arqueología

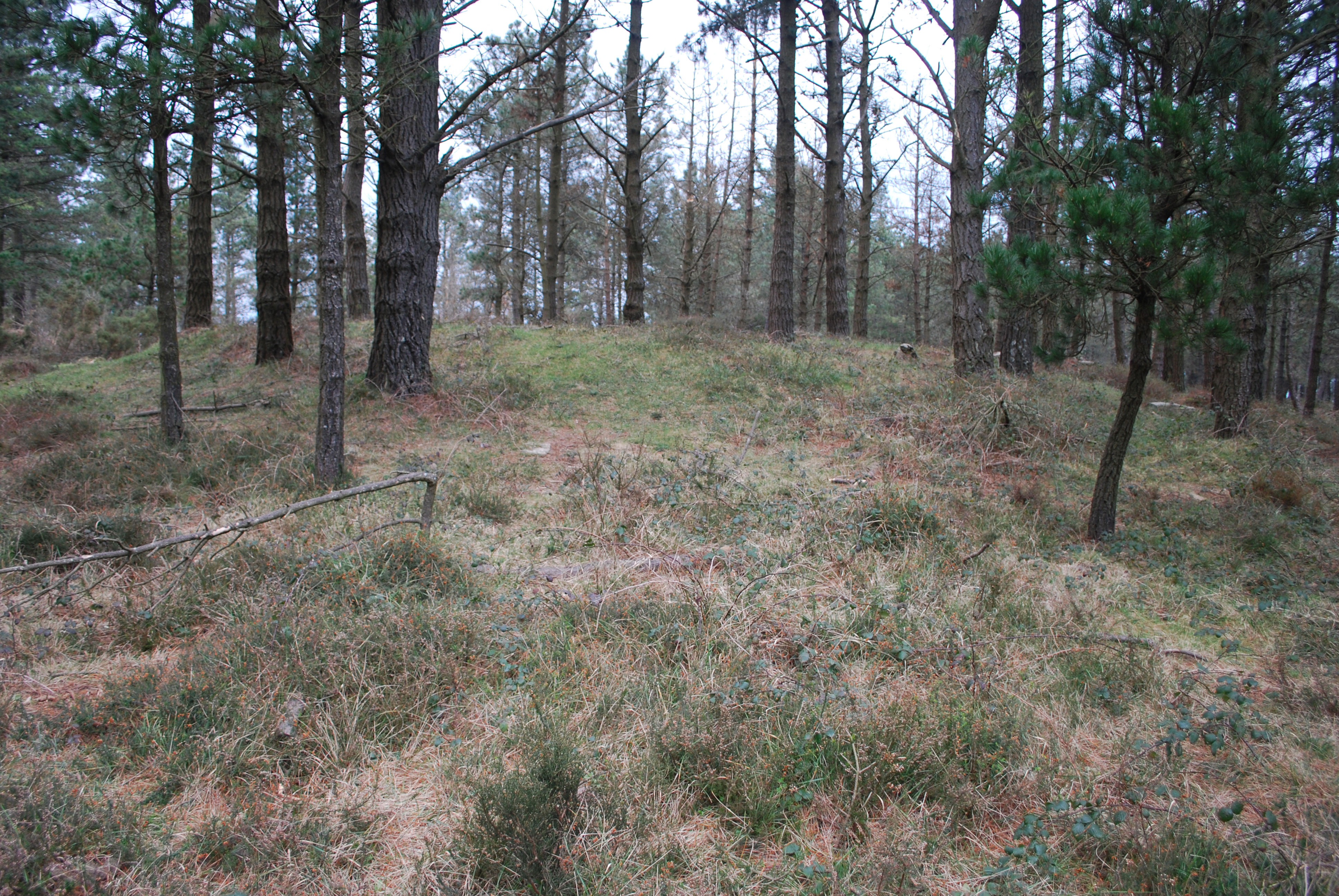
Medoña do Chan de Castelo en el Monte Xalo, Culleredo.

En 1950, el arqueólogo Luis Monteagudo encontró varios montículos de gran tamaño, que fueron destruidos en los años siguientes, y en 1973 otros más pequeños que aún se conservan.

## Aprovechamiento del monte
Además de la silvicultura que se realiza en el monte, por el entorno de Xalo pasa un oleoducto hasta Cerceda y líneas de alta tensión desde la subestación eléctrica de Travesas. En la cumbre también hay antenas de radio, televisión, telefonía móvil y telecomunicaciones en general.
Había un proyecto para instalar un parque eólico de diez turbinas con un potencia total de 45 megavatios, que habría sido el mayor de Galicia. La propuesta fue finalmente descartada por Aena por comprometer la seguridad aérea del aeropuerto de La Coruña.